# Amaxia osmophora
Amaxia osmophora is een beervlinder uit de familie van de spinneruilen (Erebidae). De wetenschappelijke naam van de soort is voor het eerst geldig gepubliceerd in 1901 door Hampson. De vlinder is geel gekleurd met rode stippen op de rug. De soort komt voor in Costa Rica en Panama.